# Кедар, Яир
Яир Кедар (род. 13 июня 1969 года в Афуле, Израиль) — израильский кинорежиссёр, журналист, общественный и культурный деятель. Сценарист и режиссёр документальных фильмов, деятель СМИ (редактор нескольких изданий и публицист), известный деятель израильского ЛГБТ-движения. Вместе с Гидеоном Тикоцким он был инициатором празднования 100-летнего юбилея Леи Гольдберг, которое включало десятки мероприятий и культурных проектов, создал такие медиа-проекты, как «ха-зман ха-варод» (ивр. הזמן הוורוד‎, Розовое время) и «Тат тарбут» (ивр. תת-תרבות‎, Субкультура), вел журнал «Маса ахер» (ивр. מסע אחר‎, Другое путешествие) в начале 2000-х годов, а в 2008 году участвовал в создании литературного раздела в приложении «Шив’а лейлот» (Семь ночей) к газете «Едиот Ахронот».

## Биография
Родился в Израиле, в городе Афула. Получил первую и вторую степень (бакалаврский и магистерский дипломы) на кафедре еврейской литературы в Тель-Авивском университете. Живёт в Тель-Авиве.
С начала 1990-х годов занимается журналистикой в качестве автора и редактора. Писал для изданий сети «Решет Шокен», «Га-Арец», «Маса ахер», «Давар» (ивр. דבר‎) и других журналов. Лауреат премии за заслуги в мировой еврейской журналистике организации «Бней-Брит» (2003) и премии Европейского союза по журналистике в Средиземноморском бассейне в рамках программы Euromed Heritage (2005, 2006). Занимается режиссурой документальных фильмов, ведет колонку в газете «Едиот Ахронот», пишет в «Глобс» и других газетах. В 2000-2005 гг. занимал должности главного редактора и заместителя редактора географического журнала «Маса ахер», в рамках которого руководил авторско-продюсерской группой, организовывал поездки делегаций в различные точки мира и в части из них участвовал сам.

### Фильмография
- Документальный фильм об израильской поэтессе Йоне Волах в рамках документальной серии «ha-иврим» (ивр. העברים‎, Евреи), рассказывающей о жизни видных литературных деятелей (снимается при поддержке 8-го канала). Фильм выйдет на экраны в конце 2012 года.
- Документальный фильм о жизни и творчестве поэтессы Леи Гольдберг «Пять домов Леи Гольдберг» (ивр. לאה גולדברג בחמישה בתים‎), в рамках документальной серии «ha-иврим». Мировая премьера фильма состоялась на фестивале «ДокАвив» (ивр. דוקאביב‎) в 2011 году[1]. Фильм снят при поддержке Нового фонда кино и телевидения, Израильской службы кино и Второго управления телевидения и радиовещания.
- В 2009-2010 г. Кедар выступил режиссёром личного документального фильма Аси Азара «Мама и папа, мне нужно вам что-то рассказать» (ивр. אמא ואבא, יש לי משהו לספר לכם‎), который транслировался на канале «Кешет» в июле 2010 года.
- Автор сценария и режиссёр документального фильма «ха-зман ха-варод» (ивр. הזמן הוורוד‎ — Розовое время, английское название — Gay Days), показанного в мае 2009 года на закрытии фестиваля «ДокАвив» 2009 г. В этом фильме, работа над которым заняла три года, показана история ЛГБТ-общины Тель-Авива 80-90-х годов глазами Кедара; он содержит много архивных записей. С показа этого фильма начинался Месяц гордости в июне 2009 года в Тель-Авиве[2], он также демонстрировался на Тель-Авивском фестивале ЛГБТ-фильмов в завершении Месяца гордости и на коммерческих показах в Тель-Авивской Синематеке в июле 2009 года. В феврале 2010 года состоялась международная премьера фильма — в секции «Панорама» Берлинского кинофестиваля[3][4][5], на фестивале ЛГБТ-кино в Лондоне, на Туринском ЛГБТ кинофестивале[6], на фестивалях еврейского кино в Торонто, Лондоне, Техасе, Варшаве и на других фестивалях в США, Греции, Финляндии и др.
- Совместно с Нурит Кедар и Дороном Соломонсом Яир снял для канала «Йес Доко» серию телепрограмм «ха-шээлоним» (ивр. השאלונים‎, Вопросники). Программа шла в эфире в 2006 году и включала четыре части, где обсуждались темы смерти, любви, секса и денег. В эфире этой программы Гидеон Гирш, генеральный директор Комитета по борьбе со СПИДом, открыто сказал о том, что он носитель ВИЧ, и говорил о своей близящейся смерти (он действительно покончил с собой в декабре 2008 года).
- Кедар был инициатором и продюсером фильма «Эдинбург меня не ждет» (ивр. אדינבורו לא מחכה לי‎, Израиль, 1996, режиссёр Эрез Лауфер) — об израильской театральной труппе, которая показывает на сцене фестиваля в Эдинбурге в Шотландии вечер спектаклей о жизни геев, — с участием Ноама Меири, Цахи Града, Ицика Коэна, Хаги Эйда и других.

### Общественная деятельность
- В 1991 году организовал группу по ЛГБТ-исследованиям и квир-теории.
- Подготовил и поставил вместе с Ноамом Меири пьесу «У него есть свои собственные слова» (ивр. יש לו מילים משלו‎), основанную на монологах, написанных израильскими гомосексуалами. Пьеса была показана по всей стране и в мире, о ней был снят документальный фильм «Эдинбург меня не ждет» (1996, режиссёр Эрез Лауфер).
- Вместе с Амалией Зив и Ореном Кенером был редактором антологии «По ту сторону сексуальности» — сборника статей по квир-теории и ЛГБТ-исследованиям.
- Был основателем и редактором первого в Израиле квир-журнала «Субкультура» (вышло всего два номера), с участием израильских деятелей культуры, среди которых Моше Гершуни, Ади Нес, Реувен Коэн, Дан Даор, Наоми Тлитман, Даганит Барст и др.
- Был основателем и редактором ежемесячника «ха-зман ха-варод» — главной газеты израильской ЛГБТ-общины. Газета распространялась бесплатно, и с 1997 года было выпущено десять тысяч экземпляров. И до неё выходили газеты ЛГБТ-общины, среди которых «Магаим» (ивр. מגעים‎, Контакты) и «Натив носаф» (ивр. נתיב נוסף‎, Дополнительный маршрут), но она отличалась от них тем, что включала темы лесбиянок и трансгендеров, была бесплатной и доступной, а также тем, что занимала бескомпромиссную и смелую политическую позицию.
- В 2010 году Кедар вместе с Йоси Бергом создал организацию для ЛГБТ- и альтернативных семей «Радужные семьи» (ивр. משפחות הקשת‎), учредительный съезд которой прошёл в День семьи в 2010 г. в общинном ЛГБТ-центре в Тель-Авиве.
- В 2011 году выступил инициатором празднования 100-летия со дня рождения Леи Гольдберг (вместе с Гидеоном Тикоцким). В рамках празднования юбилея создал общественную организацию по увековечению памяти Леи Гольдберг и её творчества, вместе с её душеприказчиком Яиром Ландау и другими общественными деятелями. Эта организация инициировала ряд мероприятий — концерты памяти Леи Гольдберг по всей стране под эгидой Центра книги и библиотек, праздничный концерт Филармонического оркестра, Камерного театра и радио «Галей Цахаль», выпуск в издательстве «ха-кибуц ха-мэухад — Сифрият поалим» комплекта, включавшего книгу «Свет по краям тучи» и фильм «Пять домов Леи Гольдберг», академическая конференция в университетах Тель-Авива и Иерусалима, посвященная Лее Гольдберг и организованная Гидеоном Тикоцким, и другие.

## Статьи
- Яир Кедар. Империя гордости, «Гаарец», 7.6.2010